# 獵戶座分子雲團
獵戶座分子雲團（Orion Molecular Cloud Complex，亦有譯作獵戶座分子雲複合體）是一個位於獵戶座的巨大星雲。該星雲距地球1500至1600光年，延伸數以百光年計。通過小型望遠鏡或雙筒望遠鏡可以觀測到該星雲的某些部分，其中的獵戶座大星雲更是肉眼可見。
它是天上其中一個可以肉眼看到的恆星形成區，而且恆星正在活躍地形成。該星雲中有很多原行星盤和年輕恆星。正因為恆星活躍地形成，以紅外線波長觀測到的獵戶座分子雲顯得很明亮。

## 獵戶座分子雲團成員
以下是該分子雲複合物中的著名成員：
- 猎户座大星云（即著名的M42）
- M43 （猎户座大星云的一部分）
- IC 434
- 馬頭星雲（巴納德33）
- 巴納德環
- M78
- 獵戶座分子雲[2]
  - 獵戶座分子雲1（英语：Orion Molecular Cloud 1） (OMC-1) 與 BN天體和Kleinmann-Low nebula（英语：Kleinmann-Low nebula）
  - 獵戶座分子雲2（英语：Orion Molecular Cloud 2） (OMC-2)
  - 獵戶座分子雲3（英语：Orion Molecular Cloud 3） (OMC-3)
  - 獵戶座分子雲4（英语：Orion Molecular Cloud 4） (OMC-4)
- 火焰星雲 (NGC 2024)
- 獵戶座λ分子雲環 (Sh2-264)[3]

獵戶座OB1星協也是這個複合物的一部分。

## 外部連結
- SEDS website